# István Hermann
István Hermann (n. 10 octombrie 1925, Budapesta, Regatul Ungariei – d. 12 septembrie 1986, Budapesta, Republica Populară Ungară) a fost un filosof, estetician, critic literar, pedagog și profesor universitar maghiar, care a fost ales membru al Academiei Maghiare de Științe (corespondent în 1976 și titular în 1985). Prima lui soție a fost esteticiana Ágnes Heller.

## Biografie
A urmat studii de limba maghiară, filozofie și economie politică la Facultatea de Științe Umaniste a Universității „Eötvös Loránd” din Budapesta (1945-1950), unde l-a avut ca profesor pe György Lukács.
După absolvirea facultății a lucrat ca profesor de economie (1950-1956), cercetător la Institutul de Filosofie al Academiei Maghiare de Științe (1956-1958 și 1967-1973), lector de istoria filozofiei la Universitatea „Eötvös Loránd” (1957 și din 1968), profesor la Liceul „Kaffka Margit” din Baudapesta (1958-1965), cercetător științific la Institutul de Arte Teatrale (1965-1967), consultant științific la Universitatea „Eötvös Loránd” (din 1973). În 1973 a obținut gradul de profesor universitar. În perioada 1977-1986 a fost diretor al Universității Serale de Marxism-Leninism. A murit în 1986 și a fost incinerat, iar una sa de cenușă se află depusă în cimitirul Farkasréti.

## Activitatea profesională
În afară de cercetarea și predarea istoriei filosofiei, a fost preocupat și de estetică. A cercetat, de asemenea, structura estetică a mass-mediei moderne. A studiat scrierile filozofice și personalitatea lui György Lukács. A fost membru al Pen Club, al Uniunii Scriitorilor din Ungaria, al Asociației de Artă Teatrală și al Societății Internaționale Hegel. A fost președinte al Comitetului de abilitare științifică al Academiei Maghiare de Științe.

## Lucrări
- A magyar drámáért (studii, 1955)
- Arany János esztétikája (1956)

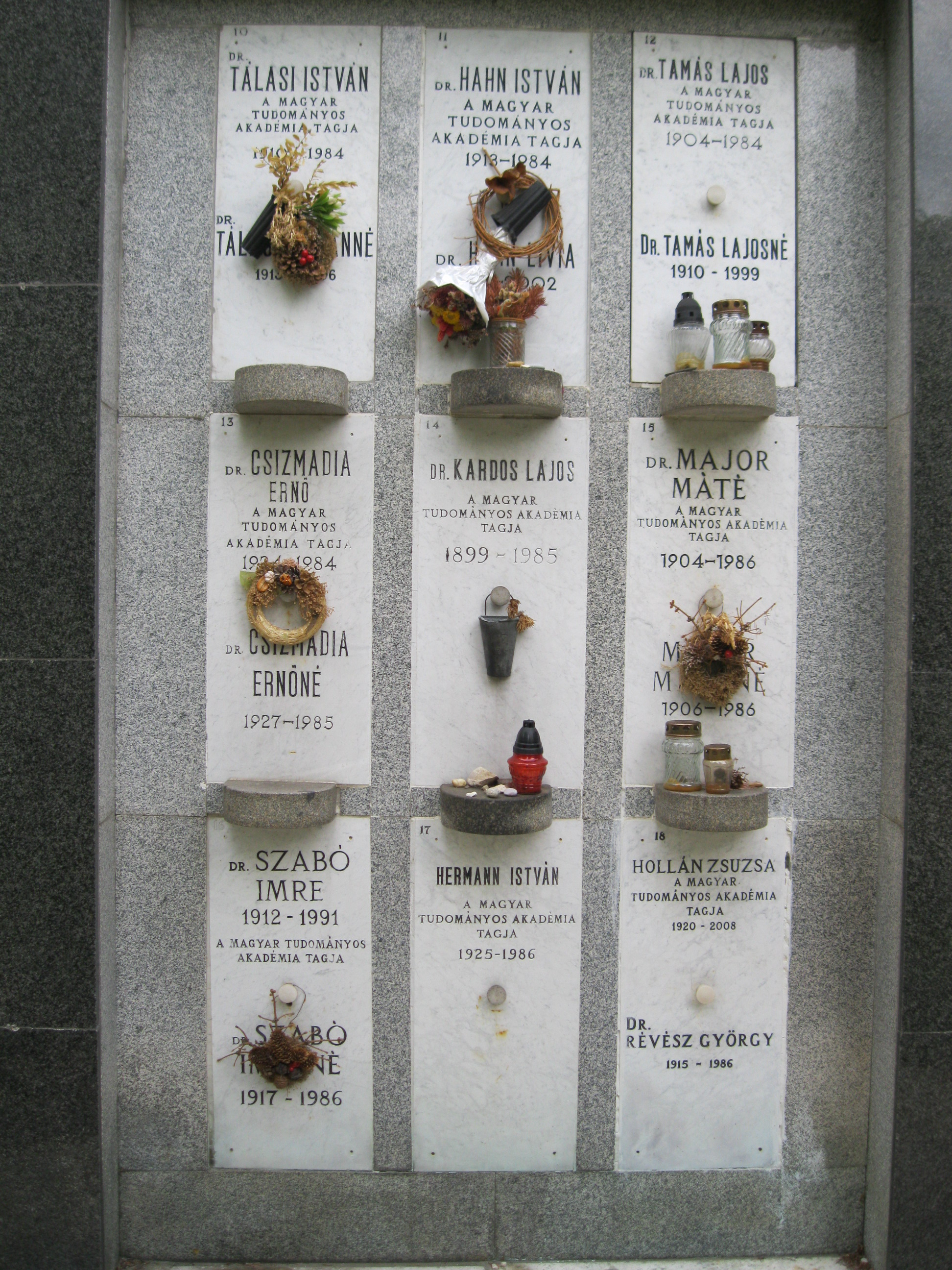
Locul unde se află urna lui István Hermann în cimitirul Farkasréti

- Filmesztétikai tanulmányok (studii, în colaborare cu Miklós Almási și Ervin Gyertyán, 1961)
- Sigmund Freud avagy a pszichológia kalandja (1964)
- A modern színpad (1966)
- A polgári dekadencia problémái (1967)
- Vászon és függöny (1967)
- Kant teleológiája (1968)
- Szent Iván éjjelén (studii, 1969)
- A szocialista kultúra története (1970)
- A giccs (1971)
- A személyiség nyomában (eseuri pe teme teatrale, 1972)
- A szfinx rejtvénye (1973)
- Üzenet az iskolának (1973)
- Lukács György gondolatvilága (1974)
- A mai kultúra problémái. Kapitalista kultúra, szocialista kultúra (1974; în germană: 1985)
- Évadok tanúsága (1976)
- Televízió, esztétika, kultúra (1976)
- A gondolat hatalma (studii, 1978)
- Teleológia és történetiség (1979)
- Válságok és változások. Aktuális gondolatok (1981-1982)
- Ideológia és kultúra a hetvenes években (1982)
- Az értelemig és tovább! A filozófia nagy problémái (1982)
- Kultúra és személyiség (1982)
- Veszélyes viszonyok (eseuri, 1983)
- A filozófia történetéről (1985)
- A kíváncsiság dicsérete (1985)
- Lukács György élete (1985)
- A hitvitától a drámáig (1985)
- Sigmund Freud: Álomfejtés (traducere, 1985)
- Van Gogh (1985)

## Premii
- Premiul SZOT (1976)
- Premiul Asociației criticilor de teatru (1984)
- Premiul Pro Universitas (1985)

## Legături externe
- Magyar életrajzi lexikon
- Kortárs magyar írók